# Институт за рударство и металургију Бор
Институт за рударство и металургију Бор је научноистраживачка и истраживачко-развојна институција у области обојених метала и неметала. Ранији назив је био Институт за бакар Бор који је био у саставу Рударско Топионичарског Басена Бор, а од 2020 године Институт је самостална научно истраживачка организација.
Институту је је 2023. године додељен Сретњски орден другог реда.

## Историјат
У широј околини Бора постоје археолошки трагови рударења на више локација још из праисторије, што је и касније утицало на развој рударства и металургије у овом крају.
Настанак и развој Института је узрочно-последично повезан са развојем рударства и металургије у Бору и околини, као и развојем РТБ-а Бор и Техничког факултета у Бору.
Зачеци научноистраживачког рада у околини Бора датирају од деведесетих година 19 века, у селу Глоговица, где се налазио Центар за истраживање рудних лежишта у источној Србији, власништво индустријалца Ђорђа Вајферта. Центар је за те прилике био опремљен хемијском лабораторијом.
У новије доба истраживања борског рудног лежишта је започело 1887. године, а сам рудник у Бору је почео са радом 1903. године.
Прва лабораторија у Бору је у оквиру рудника бакра Бор формирана 1905. године са циљем испитивања руде и геолошких узорака. Наредне године се уз Топионицу бакра формира лабораторија која је радила на испитивању анодног бакра и примеса бројних метала у бакру (злата, сребра, кисеоника, гвожђа, олова, арсена, антимона, никла, кобалта, селена, телура). Након изградње флотације и електролизе јављају се нове потребе за истраживањима и анализе садржаја концентрата бакра и катодног бакра, тако да се 1938. године формира једнинствена лабораторија за те потребе.
После Другог светског рата услед потребе обнављања рударских и металуршких капацитета радила је хемијска лабораторија од 1945. године која је под директном контролом генералног директора Рудника и Топионице Бор. У то време развојем рударства и металургије бавили су се малобројни инжењери и техничари.
Средином 1949. године формира се  Група за геолошка истраживања при дирекцији Басена Бор. Крајем 1950. и почетком 1951. год. у Бор пристиже већи број младих инжењера и техничара који предвођени искусним колегама, успевају да у кратком периоду сагледају перспективу развоја Рудника и Топионице бакра. На основу тих сазнања проширује се капацитет Електролизе 1952. године, Флотације 1956. године, чиме се обезбеђује производња од 38.000 до 40.000 тона катодног бакра.
Даљи послератни развој научно истраживачког рада је повезан са фазама развоја Рударско топионичарског басена Бор.
У првој фази од краја 1956. до јуна 1961. године утврђују се потребе реконструкције и модернизације рударских, металуршких и прерађивачких погона и у том циљу интензивира се истраживачки рад, јача се кадровски и технички потенцијал формирањем бироа за унапређење рударства, припреме минералних сировина и хемије. Формирају се нове лабораторије, набавља истраживачка опреме јача кадровска структура, јача библиотека, дефинишу се правци развоја РТБ-а Бор, утврђују се дугорочне рудне резерве, дефинишу правци развоја рударске, флотацијске, металуршке, хемијске и пратеће производње и инфраструктуре и  доносе одлуке о даљем развоју. На основу тога приступило се пројектовању и реализацији изградње нове топионице бакра, реконструкцији електролизе, побољшању рада фабрике сумпорне киселине, фабрике суперфосфата у Прахову, изграђено Борско језеро, започета је изградња рудника и флотација бакра у Мајанпеку са инфраструктуром, итд.
У другој фази која је следила, 1961. године формира се Рударско-металуршки факултет у Бору (данас  Техничи факултет) а наредне године у оквиру дирекције РТБ-а Бор обједињују се истраживачко развојни бирои и лабораторије у Институт за бакар да би већ крајем 1962. године била донета одлука да се оснује Институт за бакар као самостална организациона целина унутар РТБ-а Бор, која је као самостална научна установа регистрована септембра 1963. године, а оснивач је РТБ Бор.
Нову организацију Института чине групације: Рударство, Припрема минералних сировина, Металургија, Хемијска технологија, Хемијска лабораторија и Заједничке службе. Ангажују се поред постојећих кадрова и искусни кадрови из Бора, Мајданпека, Прахова, професори са борског и других факултета. Набавља се савременија опрема, формирају лабораторије за металургију и технологију и заједничка лабораторија за припрему минералних сировина на факултету.
Дефинишу се у овом периоду нови циљеви и правци развоја РТБ-а Бор који су усмерени ка повећању производње бакра из сопствених рудника на 100.000 тона годишње (рудници и флотације у Бору и Мајданпеку), проширење металуршких капацитета на 135.000 тона годишње (т/г) катодног бакра (Топионица, Електролиза и Прерада анодног муља), производњу сумпорне киселине 300.000 т/г, изградњу фабрике сирове бакарне жице капацитета 30.000 т/г у Бору, повећање капацитета и асортимана производа у хемијској индустрији: фабрика НПК ђубрива од 100.000 т/г, триполифосфат 20.000 т/г и фосфорне киселине 100.000 т/г у Прахову и фабрика НПК ђубрива 120.000 т/г у Новом Саду, у том циљу гради се и одговарајућа инфраструктура (Пруга Бор Мајданпек и друго). Освајање нових асортимана производа реализује се кроз Фабрику за прераду племенитих метала у Мајданпеку.
У овом периоду у Институту се инсталира нови Електронски рачунски центар за потребе РТБ Бор и научноистраживачки рад.
Сви ови објекти сукцесивно су грађени од 1967. до 1972. године.
Током 1968. године дефинише се програм Пети правац развоја РТБ Бор који се усмерава ка финализацији бакра и производа на бази бакра, у оквиру којег се ојачао Институт и омогућило развој и реализацију пројеката у нове фабрике које су изграђене од 1974. до 1979. године а које су се ослањале на производњу бакра:
- Фабрика каблова Зајечар,
- Фабрика лак жице у Бору,
- Ливница бакра и бакарних легура у Бору,
- Фабрика електро-производа и Фабрика пластичне и металне галантерије у Мосни – Доњи Милановац и
- Фабрика бакарних цеви у Мајданпеку.

Интензиван развој је настављем градњом нових капацитета који се граде у периоду 1978-1986. године, изграђени су:
- Рудник бакра „Велики Кривељ“,
- Азотни хемијски комплекс „Зорка“ Суботица,
- Фабрика одливака Жагубица,
- Фабрика упаљача Бор,
- Фабрика вентила и пнеуматике Бор,
- Фабрика полиестер фолија,
- Постројење за производњу бакарног праха,
- Постројење за производњу бакар-сулфата,
- Фабрика соли племенитих и других метала,
- Фабрика сувенира, украсних предмета и предмета покућства у Соко Бањи

Завршетком Друге фазе изградње и Петог правца научноистраживачки и развојни рад за потребе РТБ Бор првенствено се усмерава ка:
повећању геолошких резерви, одржавању достигнутог нивоа рударске производње, увођењу у постојеће процесе и производњу нових метода, инсталирањем нове опреме, повећању асортимана производа, интензивирању постојећих технолошких поступака, реконструкцији и повећању капацитета појединих погона или фабрика, развоју сопствених технологија, развоју информационог система и развоју сопствене производње опреме и резервних делова.
До обједињавања свих геолошких служби у РТБ Бор долази 1976. године, а 1977. комплетно геолошки послови прелазе у Институт. Овим Институт постаје једна од најкомплетнијих научноистраживачких организација у земљи. Са оспособљеним истраживачким и пројектантским кадровима у Институту и искусним кадровима из РТБ Бор, 1979. године у Институту се проширује делатност комплетним инжењеринг пословима у земљи и иностранству.
Од тада, такође почиње интензивнији рад: на развоју и примени хардвера и софтвера у информатици и на заштити и унапређењу животне и радне средине.
Током 1968. и 1969. године у Институту се проширује делатност и у области Информатике – рачунарски систем, електротехнике, аутоматике и машинства, а 1974. године и из области грађевинарства и архитектуре, и даје већ значај научно-техничким и стручним информацијама – формирањем Информационо-документационог центара.. 

## Експанзија рачунарства
Више од 50 година је у Институту функционисала аутоматска обрада података. Почело је са Механографијом (1959.), затим Електронским рачунским центром – ЕРЦ (1972.), настављено Информационим системима (2000.), и дошло се до технолошког сектора који развија и пласира своја решења у области информатичког праћења пословања компанија, надзора и контроле технолошких процеса.
Утицај ове целине има општи значај и превазилази локалне оквире Института и Басена Бор. Велики број експерата у области информатике (преко 150) који су школовани и припремани у Институту постали су водећи стручњаци у сличним компанијама у земљи и у иностранству. Прва катедра за информатику у Југославији отворена на ЕТФ-у у Београду тек 1972. године, дакле 13 година касније. Прихваћена знања и стечена искуства коришћена су у развоју и примени сопствених хардверских и софтверских решења у информатичкој подршци пословања РТБ Бор и многих других предузећа и установа. Значајан допринос постигнут је у области финансијско-књиговодствених послова и у делу праћења производње и контроле технолошких процеса.
Последица оваквог приступа и ангажовања јесу многе оригиналне апликације и властити производи примењени у области:
пословних информационог система, контроле технолошких процеса, инсталације хардвера и софтвера и подршке у раду, школовања и обуке у области информатике.
У овом периоду коришћене су четири генерације рачунарских система: од централизоване обраде, преко дистрибуираних система до персоналних рачунара и сложених рачунарских мрежа.
Информациони системи и индустријска информатика обезбеђују потребну опрему, софтверска решења и људске ресурсе потребне да се задовоље захтеви у домену пословне и техничке информатике својих корисника.

## Обједињавање послова маркетинга
У Институту се од 1998. године обједињују и јединствено организују послови маркетинга и развоја нових програма. Поред научноистраживачког и развојног рада, пројектовања, инжењеринг и консалтинг послова за потребе РТБ Бор, Институт за бакар је помогао и допринео развоју других предузећа и фирми у земљи и иностранству.